# Avventura nello spazio
Avventura nello spazio (Race to Space) è un film del 2001 diretto da Sean McNamara e interpretato da Alex D. Linz, Annabeth Gish e James Woods.

## Trama
Novembre 1960: nel pieno della Guerra fredda nella Corsa allo spazio tra Stati Uniti d'America e Unione Sovietica, lo scienziato della NASA Wilhelm von Huber, si trasferisce a Cape Canaveral con il figlio dodicenne, Billy. La relazione tra padre e figlio è diventata tesa per la recente morte della madre di Billy.
Successivamente il ragazzino viene assunto dalla direttrice veterinaria Donni McGuinness per aiutare a scegliere lo scimpanzé più idoneo per le missioni spaziali. Billy inizia a fare amicizia con lo scimpanzé Mac. In seguito l'animale viene scelto per diventare il primo astronauta americano lanciato nello spazio.

## Produzione
Le riprese del film si sono svolte in Florida a Cape Canaveral al John F. Kennedy Space Center e a Cocoa Beach, e in California all'aeroporto militare Edwards Air Force Base.
Il film è una versione romanzata di quanto accaduto durante la missione Mercury-Redstone 2.